# Birnagar
Birnagar é uma cidade e um município no distrito de Nadia, no estado indiano de Bengala Ocidental.

## Demografia
Segundo o censo de 2001, Birnagar tinha uma população de 26 596 habitantes. Os indivíduos do sexo masculino constituem 51% da população e os do sexo feminino 49%. Birnagar tem uma taxa de literacia de 70%, superior à média nacional de 59,5%; a literacia no sexo masculino é de 76% e no sexo feminino é de 65%. 11% da população está abaixo dos 6 anos de idade.

## Personalities
Rajsekhar Basu é um autor de histórias curtas e comédias em bengali.